# Maurice Sauvé
Pour les articles homonymes, voir Maurice Sauvé (homonymie) et Sauvé.
Maurice Sauvé (né à Montréal le 20 septembre 1923 - 13 avril 1992 à l'âge de 68 ans) était un économiste et un homme politique canadien. 

## Biographie
Penseur de la Révolution tranquille, il fut député libéral de la circonscription des Îles-de-la-Madeleine à la Chambre des communes du Canada, ministre des forêts ainsi qu'époux de Jeanne Sauvé, née Benoit, gouverneur général du Canada (1984-1990). Après avoir quitté la politique, il fit carrière dans le monde des affaires et devint chancelier de l'Université d'Ottawa.